# Lipy (Lubawa)
Lipy (Lipy Lubawskie) – część miasta Lubawa w Polsce położona w województwie warmińsko-mazurskim, w powiecie iławskim.
W latach 1975–1998 miejscowość należała administracyjnie do województwa olsztyńskiego.
Położona na wschód od Lubawy, między Lubawą a wsią Złotowo. Znajduje się tu Sanktuarium Matki Boskiej Lipskiej,

## Historia
W czasach pogańskich prawdopodobnie był tu święty gaj. Po przyjęciu chrześcijaństwa (pruski książę Surbauro, plemię Sasinów) i czasach biskupa Chrystiana narodził się kult maryjny. Prawdopodobnie święty gaj został wycięty na polecenie biskupa Chrystiania i jemu objawiła się Madonna. Początki kultu i sanktuarium są słabo udokumentowane.
Początkowo we wsi była kaplica (podległa parafii w Lubawie), później wybudowano kościół, który 12 lipca 1812 r. spalił się w pożarze – w tym czasie przedmieścia Lubawy stykały się ze wsią. Pożar z miasta łatwo przeniósł się na zabudowania w Lipach. Cztery lata później spłonęła duża i wiekowa lipa, znajdująca się we wsi (prawdopodobnie ktoś zaprószył ogień, próbując wybrać miód z dziupli lub barci). Na fundamentach zniszczonego kościoła w 1870 wybudowano nowy, w stylu neogotyckim. Kościół w Lipach pw. Nawiedzenia NMP, jest filialnym parafii w Lubawie. W dwusetną rocznicę zwycięstwa pod Wiedniem, ze składek okolicznej ludności, wmurowano tablicę pamiątkową z napisem: „Na prośbę Ojca Świętego i pokorne błagania rzymskiego cesarza Niemiec Jan III Sobieski z rycerstwem polskiem pod oblęzony dwa miesiace od Turków, a od swoich opuszczony Wiedeń przybywa i po trzeb dniach jako wódz naczelny wojsk sprzymierzonych dnia 12 września 1683 potęge turecką niszczy. Król polski ratuje Niemcy i chrześcijaństwo”.